# Раздольне (Славський район)
Раздольне (рос. Раздольное) — селище Славського району, Калінінградської області Росії. Входить до складу Ясновського сільського поселення.
Населення — 178 осіб (2015 рік).

## Населення
| 2002 | 2010 |
| ---- | ---- |
| 197  | ↘178 |